# Транспонирана матрица
В линейната алгебра резултатът от транспонирането на матрица A е друга матрица AT (също така може да се среща като A', Atr, tA или At). Операцията транспониране се нарича едно от следните действия:
- Обръщането на A по главния ѝ диагонал;
- Записването на редовете на A като стълбове (колони) на AT;
- Записването на стълбовете (колоните) на A като редове на AT.

Официалният начин за представяне на операцията транспониране е:
„Елементът по ред i, стълб j ({\displaystyle a_{ij}}) на матрицата A е елементът по ред j и стълб i {\displaystyle (a_{ji})} на матрицата AT“:
{\displaystyle [A^{T}]_{ij}=[A]_{ji}}
Ако A е матрица с размери {\displaystyle m\times n}, то AT е матрица с размери {\displaystyle n\times m}.
За първи път понятието транспониране на матрица е въведено през 1858 г. от британския математик Артър Кейли.

## Визуално определение
| Нека е дадена матрицата {\displaystyle A}: {\displaystyle {\begin{bmatrix}a_{11}&a_{12}&a_{13}&\cdots &a_{1n}\\a_{21}&a_{22}&a_{23}&\cdots &a_{2n}\\\vdots &\vdots &\vdots &\ddots &\vdots \\a_{m1}&a_{m2}&a_{m3}&\cdots &a_{mn}\end{bmatrix}}} | То тогава транспонираната матрица {\displaystyle A^{T}} е: {\displaystyle {\begin{bmatrix}a_{11}&a_{21}&\cdots &a_{m1}\\a_{12}&a_{22}&\cdots &a_{m2}\\a_{13}&a_{23}&\cdots &a_{m3}\\\vdots &\vdots &\ddots &\vdots \\a_{1n}&a_{2n}&\cdots &a_{mn}\end{bmatrix}}} |

## Примери
- {\displaystyle {\begin{bmatrix}1&2\end{bmatrix}}^{T}={\begin{bmatrix}1\\2\end{bmatrix}}}
- {\displaystyle {\begin{bmatrix}1&2\\3&4\end{bmatrix}}^{T}={\begin{bmatrix}1&3\\2&4\end{bmatrix}}}
- {\displaystyle {\begin{bmatrix}1&2&3\\4&5&6\end{bmatrix}}^{T}={\begin{bmatrix}1&4\\2&5\\3&6\end{bmatrix}}}
- {\displaystyle {\begin{bmatrix}1&2\\3&4\\5&6\end{bmatrix}}^{T}={\begin{bmatrix}1&3&5\\2&4&6\end{bmatrix}}}

## Свойства
Ако са дадени матриците A и B и скаларната величина c, то при транспониране имаме следните свойства:
1. {\displaystyle (A^{T})^{T}=A}
Резултатът от транспонирането на матрицата AT е матрица A. Тази операция се нарича инволюция.
2. {\displaystyle (A+B)^{T}=A^{T}+B^{T}}
Транспонирането на сбора на 2 матрици A и B е равен на сбора на отделните транспонирани матрици AT и BT.
3. {\displaystyle (AB)^{T}=B^{T}A^{T}}
Важно е да се отбележи, че от реда на множителите се променя. Оттук можем да заключим, че квадратната матрица A е неособена тогава и само тогава, когато AT е неособена. Чрез индукция можем да заключим и общия случай за множество матрици, където: (A1A2...Ak−1Ak)T = AkTAk−1T...A2TA1T.
4. {\displaystyle (cA)^{T}=cA^{T}}
Транспонирането на скаларна величина дава резултат същата величина. Заедно със свойство (2) следва че транспонирането е линейна карта на пространството на матрица с размери {\displaystyle m\times n} към пространството на всички матрици с размери {\displaystyle n\times m}.
5. {\displaystyle det(A^{T})=det(A)}
Детерминантата на квадратна матрица е същата като на нейната транспонирана такава.
6. Скаларното произведение на две едно-стълбови матрици (наричани още стълбови вектори) a и b може да бъде изчислено като единичен запис от умножението на a и b
{\displaystyle [a.b]=a^{T}b},
което се записва като aibi в Конвенцията за сумиране на Айнщайн.
7. A е нормална матрица тогава, когато
{\displaystyle A^{T}A=AA^{T}}
и матрицата AT е реална.
8. {\displaystyle (A^{T})^{-1}=(A^{-1})^{T}}
За дадена обратима матрица A може да се твърди, че транспонираната на обратната ѝ е равна на обратната на транспонираната. За означаване на някоя от страните на равенството може да се използва и A-T.
9. Ако A е квадратна матрица, то тогава нейните айген-стойности са равни на айген-стойностите на нейната транспонирана, тъй като имат едни и същи характерни полиноми.
10. Резултатът от произведението {\displaystyle AA^{T}} е симетрична матрица.

## Специални транспонирани матрици
1. Квадратна матрица, която е равна на транспонираната си, се нарича симетрична.
{\displaystyle A^{T}=A}, или
{\displaystyle a_{ij}=a_{ji}}
2. Квадратна матрица, чиято транспонирана е равна на нейната негативна такава, се нарича косо-симетрична матрица. Или с други думи, A е косо-симетрична, ако
{\displaystyle A^{T}=-A}
3. Матрица, чиято транспонирана е равна на обратната ѝ, се нарича ортогонална.
{\displaystyle A^{T}=A^{-1}}, или
{\displaystyle A^{T}A=A^{-1}A=I}
4. Матрица, която е равна на комплексно спрегнатата на транспонирана си, се нарича Ермитова матрица.
{\displaystyle A=A^{T}={\overline {A}}}
5. Матрица, чиято транспонирана е равна на отрицателната на комплексно спрегнатата си, се нарича косо-Ермитова матрица.
{\displaystyle A^{T}=-{\overline {A}}}

## Имплементация на транспониране на матрица в компютрите
Използвайки компютър, може да се избегне реалното транспониране на матрица в RAM паметта. Това може да стане като се достъпват същите данни в различна подредба. Например софтуерни библиотеки за линеарна алгребра (напр. LAPACK, LAPACK++, BLAS) обикновено предоставят възможността да се уточни, ако дадена матрица трябва да бъде представена като транспонирана, за да се избегне необходимостта от движението на данни.
Въпреки това остават редица обстоятелства, при които е наложително или желателно да се пренаредят данните на матрицата в RAM паметта, за да се получи нейната транспонирана. Например за матрица, съхранението на която става по редове, редовете на матрицата са непрекъснати в паметта, а колоните са прекъснати. Ако повторените операции трябва да се извършат по колони, напр. в алгоритъм за бързо преобразование на Фурие транспонирането на матрицата в паметта (за да се представят колоните като непрекъснати) може да подобри продуктивността, като увеличи концентрирането в паметта.
Теоретично може да се транспонира матрица с минимално допълнително място. Това обаче довежда до проблем при бързо сортиране на матрица n x m, с О-голямо нотация допълнително място или място, много по-малко от mn. За n ≠ m това включва сложна пермутация на отделните данни, което прави бързото сортиране не толкова често срещано. Следователно ефективното транспониране на матрица чрез бързо сортиране е обект на множество изследователски публикации в областта на компютърните науки от края на 50-те години на 20 век до наши дни, като през това време са създадени и развити и няколко алгоритъма.